# Anarhism epistemologic

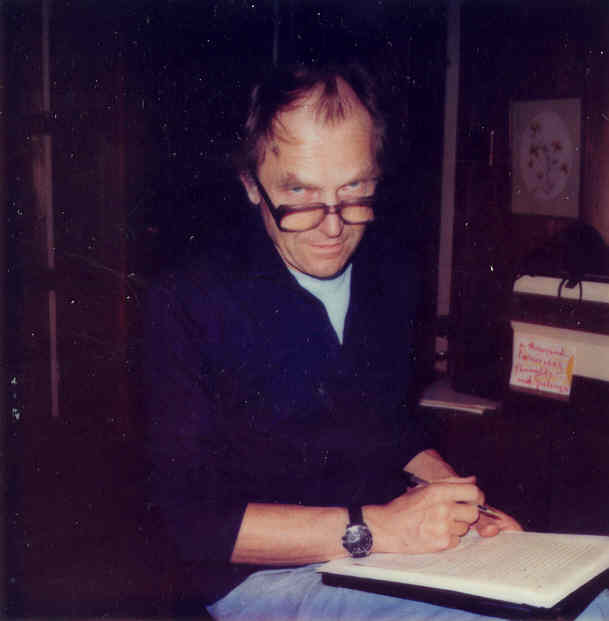
Paul Karl Feyerabend (1924–1994), filozoful originar al epistemologiei anarhiste.

Anarhismul epistemologic este o teorie epistemologică propusă de filozoful științei austriac Karl Paul Feyerabend, care se referă la teoria cunoașterii.
Teoria afirmă că nu există reguli metodologice referitoare la progresul științific sau la acumularea de cunoaștere. Contrar direcției dominante din epistemologie, anarhismul epistemologic susține că știința, cunoașterea nu este ghidată de reguli ci urmează o traiectorie la întâmplare, anarhistă.
Mai mult, teoria propagă ideea că știința nu poate fi fixă, rigidă, iar stabilirea de cutume, reguli și legi de dezvoltare științifică este nerealistă, pernicioasă și în defavoarea științei însași.

## Teoreticieni
Printre principalii teoreticieni ai anarhismului epistemologic este și inițiatorul acesteia, Karl Paul Feyerabend. Acesta susține ca știința este un instrument al cunoașterii, dar nu în mod necesar cel mai bun. În susținerea tezei sale a afirmat că deosebirea dintre știință și mit nu este chiar atât de flagrantă. Pentru filozof știința progresează fără o metodă anume, negând regulile cercetării științifice. Conform teoriei acestuia, știința nu rezolvă marile semne de întrebare ale omenirii în mod satisfăcător. A combătut raționalismul critic al lui Karl Popper.
Pe aceeași linei se situează și Thomas Kuhn, însă diferențele între cei doi sunt evidente.

## Alte articole
- Alan Watts
- Critica științei
- Instrumentalism
- Mitologie comparată
- Peter Russell
- Relativism
- Thomas Kuhn